# Systematics and the Origin of Species
Systematics and the Origin of Species é um livro escrito pelo biólogo Ernst Mayr. Foi publicado pela primeira vez em 1942. O livro foi baseado nas lições dadas pelo autor na Universidade de Columbia, em 1941. A obra combina conceitos de zoologia e genética e apresenta o conceito biológico de espécie proposto pelo autor.